# Mjösjön (Anundsjö socken, Ångermanland, 704316-162168)
Mjösjön är en sjö i Örnsköldsviks kommun i Ångermanland och ingår i Moälvens huvudavrinningsområde. Sjöns area är 0,034 kvadratkilometer och den befinner sig 145 meter över havet.